# Saint-Égrève
Saint-Égrève é uma comuna francesa na região administrativa de Auvérnia-Ródano-Alpes, no departamento de Isère.

## Cidades-irmãs
- Karben, Alemanha (1974)
- Mińsk Mazowiecki, Polónia (1991)
- Krnov, República Checa (1991)
- Cori, Itália (1999)